# The Crow (film)
Pour les articles homonymes, voir The Crow et Le Corbeau.
Série The Crow
The Crow : La Cité des anges
(1996)
Pour plus de détails, voir Fiche technique et Distribution.
The Crow ou Le Corbeau au Québec est un film fantastique américain réalisé par Alex Proyas et sorti en 1994. Il s'agit de l'adaptation cinématographique de la série de comics du même nom parue en 1989. Il met en scène Brandon Lee dans le rôle d'Eric Draven, jeune guitariste de rock, et sa compagne Shelly Webster sauvagement assassinés la veille de leur mariage par un gang de criminels conduit par T-Bird. Eric assiste au viol et meurtre de sa fiancée avant d’être assassiné à son tour. Un an après leur mort, un mystérieux corbeau vient ressusciter Eric pour accomplir sa vengeance.
Malgré plusieurs revers de production dus à la mort de Brandon Lee, The Crow a été acclamé par la critique pour son style visuel unique, sa profondeur émotionnelle, la performance de Lee et son hommage à l'acteur décédé, jusqu'à en devenir un film culte,. Il s'agit du premier volet d'une franchise, qui comprend trois suites, une série télévisée et un reboot.

## Synopsis

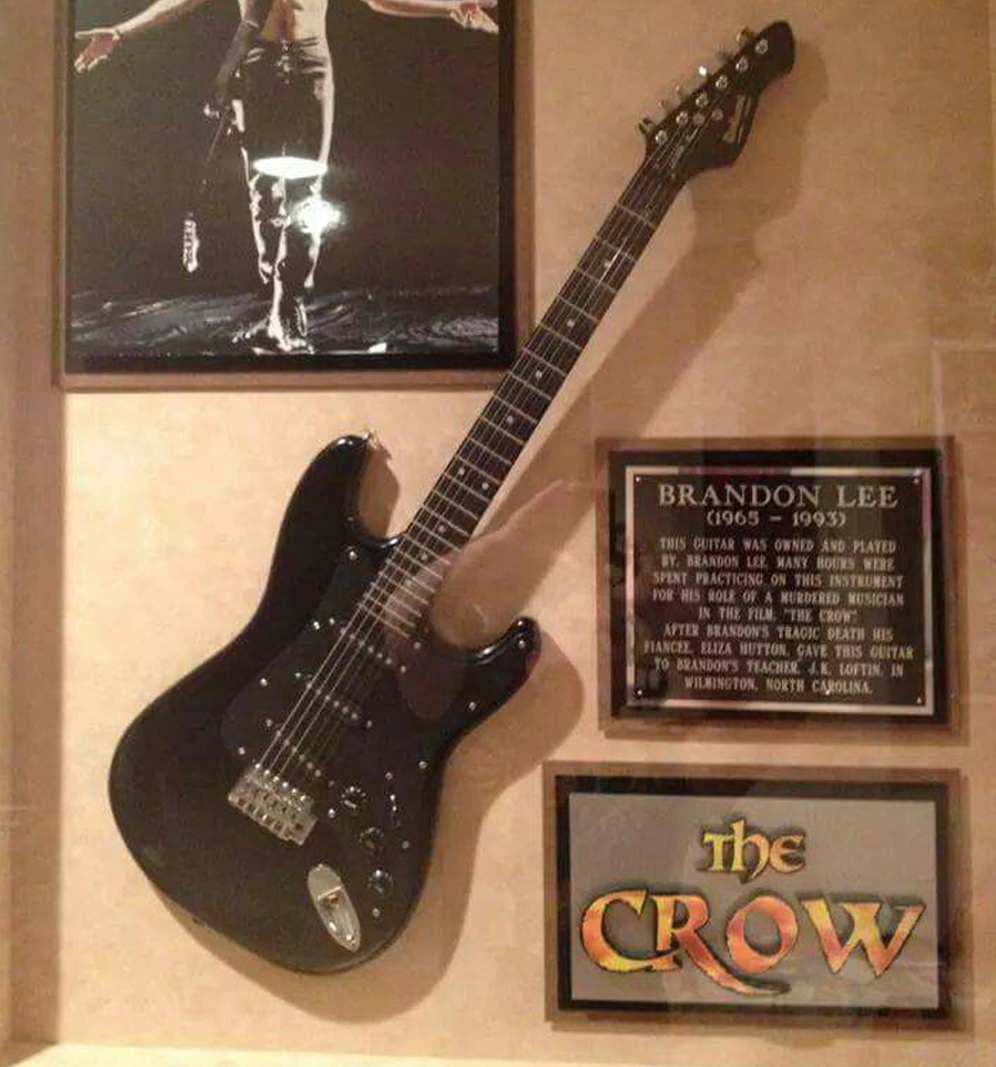
Guitare utilisée par Brandon Lee pour s'entraîner pour le rôle d'Eric Draven.

Le 30 octobre, à Détroit, Eric Draven et Shelly Webster sont retrouvés dans leur appartement, la veille de leur mariage. Eric est passé par la fenêtre, mort sur le coup. Shelly meurt après avoir été torturée et violée.
Eric et Shelly sont enterrés côte à côte. Leur amie, la petite Sarah, leur dépose des fleurs, tandis qu'un corbeau veille sur la sépulture… À la nuit tombée, Eric revient d’entre les morts. Perturbé, déboussolé, il est guidé par le corbeau jusqu’à son appartement, abandonné dans l’état. Assailli par les souvenirs, les moments de bonheur lui reviennent, ainsi que sa mort, et celle de sa bien-aimée.
Fou de colère, il se maquille à la façon d’un masque appartenant à Shelly, et sort ses vêtements gothiques. Enragé et invincible, il est bien décidé à prendre sa vengeance.
Aidé par le corbeau, il traque et tue tous les responsables de la mort de Shelly les uns après les autres. La police, et notamment l’inspecteur qui a enquêté sur leurs morts, est sur ses traces. Eric retrouve également Sarah, qu’il protège. Aidé par l’inspecteur, il est bien décidé à réduire à néant le gang qui dirige la ville. Cependant ces derniers ont compris le lien entre le corbeau et Éric. Alors que ce dernier a fait un véritable massacre, il est blessé et le lien avec le corbeau est ainsi rompu. Sarah étant en danger, Eric n’abandonne pas.
L’inspecteur étant blessé et Sarah en danger, Eric se sert des moments de souffrance de Shelly, captés à travers l’inspecteur qui est resté à son chevet, pour désorienter son adversaire. Une fois sa vengeance accomplie, la petite Sarah comprend qu’Eric ne reviendra plus.
Portant la bague de Shelly, elle n’oubliera jamais la légende du corbeau, car l’amour véritable est éternel.

## Fiche technique
- Titre original et français : The Crow
- Titre québécois : Le Corbeau
- Réalisation : Alex Proyas
- Scénario : David J. Schow et John Shirley, d'après la série de comics du même nom de James O'Barr
- Musique : Graeme Revell et Brian Williams
- Photographie : Dariusz Wolski
- Montage : Dov Hoenig (en) et M. Scott Smith
- Décors : Alex McDowell
- Costumes : Arianne Phillips
- Production : Jeff Most (en), Edward R. Pressman, Caldecot Chubb (en), James A. Janowitz, Sherman L. Baldwin et Robert L. Rosen
- Société de production : Miramax Films
- Société de distribution : Miramax Films
- Budget : 15 millions de dollars
- Pays de production :  États-Unis
- Langue originale : anglais
- Format : couleurs - 1,85:1 - 35 mm - Dolby / DTS
- Genre : fantastique, drame
- Durée : 102 minutes
- Dates de sortie[3] :
  - États-Unis : 13 mai 1994
  - France : 3 août 1994
- Classification[4] :
  - États-Unis : R - Restricted
  - France : interdit aux moins de 12 ans[5]

## Distribution
- Brandon Lee / Chad Stahelski[6] (VF : Renaud Marx) (VQ : Alain Zouvi) : Eric Draven / The Crow
- Rochelle Davis (es) (VF : Ludivine Sagnier) (VQ : Kim Jalabert) : Sarah
- Ernie Hudson (VF : Med Hondo) (VQ : Guy Nadon) : le sergent Albrecht
- Michael Wincott (VF : Michel Vigné) (VQ : James Hyndman) : Top Dollar
- David Patrick Kelly (VF : Jean-Claude Lecas) (VQ : Marc Bellier) : T-Bird
- Tony Todd (VF : Sady Rebbot) (VQ : Victor Désy) : Grange
- Jon Polito (VF : Jean-Claude Sachot) (VQ : André Montmorency) : Gideon
- Bai Ling (VF : Juliette Degenne) (VQ : Marie-Andrée Corneille) : Myca
- Angel David (VF : William Coryn) (VQ : Bernard Fortin) : Skank
- Michael Massee (VF : Emmanuel Karsen) (VQ : Gilbert Lachance) : Funboy
- Laurence Mason (en) (VF : Bruno Dubernat) (VQ : Pierre Auger) : Tin Tin
- Marco Rodríguez (en) (VF : Éric Legrand) (VQ : Daniel Lesourd) : l'inspecteur Torres
- Anna Levine (VQ : Natalie Hamel-Roy) : Darla
- Sofia Shinas (VQ : Hélène Mondoux) : Shelly Webster
- Bill Raymond (VF : Jean-Charles Rousseau) : Mickey
- Kim Sykes : Annabella
- Tierre Turner (en) (VF : Olivier Korol) : Jugger

## Production

### Genèse et développement
Le film s’inspire de la série de comics The Crow créée par James O'Barr. Elle met en scène un couple séparé par la mort. L’homme revient, aidé par un corbeau aux pouvoirs mystiques, pour se venger. L'auteur a utilisé cette histoire pour évacuer sa colère contre le destin (un chauffard ivre a tué sa fiancée en perdant le contrôle de son véhicule à Detroit) en s’inspirant de l’imagerie gothique et de groupes de rock. Son œuvre est d’une noirceur vertigineuse et totalement dépourvue d’humour. C’est un monde oppressant et violent.

« Je n’avais aucun désir de m’impliquer dans un projet cinématographique. Je pensais qu’ils y penseraient pendant deux ou trois ans, puis qu’ils abandonneraient. Je n’aurais jamais cru qu’ils le tourneraient, et pas aussi vite. Au bout de deux ans, la production commençait, ce qui est incroyable. […] Puis Alex Proyas et Brandon ont commencé à travailler dessus, tous les deux grands fans de la BD, et ils ont insisté pour qu’on revienne au concept original. Brandon en particulier était très séduit par la BD, c’était un grand fan, il a beaucoup contribué au rapprochement du concept original. Selon moi, c’est grâce à Brandon et Proyas que le premier film est ce qu’il est. Ce sont les vraies stars. »

— James O'Barr

### Attribution des rôles
Le rôle-titre a d'abord été proposé aux acteurs River Phoenix et Christian Slater. Cameron Diaz s'est quant à elle vue offrir le rôle de Shelley, mais elle s'est désistée à la suite d'un désaccord sur le script.
Alex Proyas voulait engager Iggy Pop pour incarner le personnage de Funboy. Il ne put se libérer et apparaîtra dans le second volet : The Crow, la cité des anges.

### Tournage
Le tournage a eu lieu de février à mai 1993 à Los Angeles et Wilmington (Screen Gems Studios).

#### Décès de Brandon Lee et conséquences sur le tournage

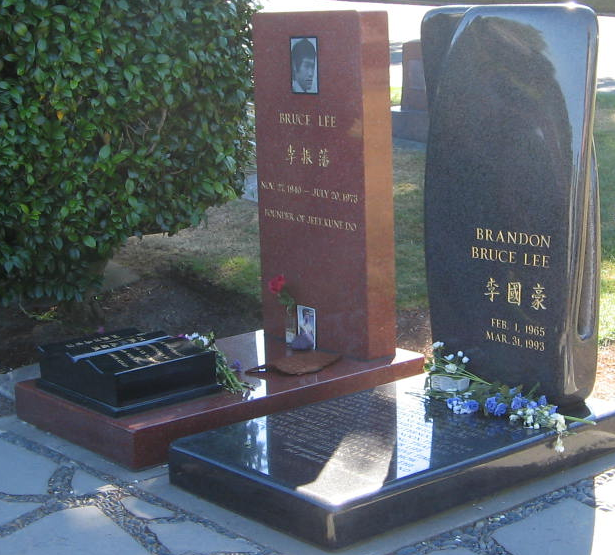
Les tombes de Brandon Lee et de son père, Bruce Lee, au Lake View Cemetery de Seattle.

Dans la nuit du 31 mars 1993, l'acteur Michael Massee doit, pour les besoins d'une scène, tirer sur Brandon Lee avec un revolver chargé de cartouches à blanc. La détonation retentit et Brandon s'écroule sur le plancher, comme aux répétitions précédentes. Le réalisateur crie « Coupez », mais Brandon reste à terre. Au départ, personne ne réagit sur le plateau, Brandon étant connu pour son goût des plaisanteries. La réaction du personnel et des acteurs ne sera que tardive. Les secours sont finalement alertés et le transportent en ambulance à l'hôpital de Wilmington en Caroline du Nord. Un projectile est entré dans l'abdomen inférieur droit, a perforé l'estomac et d'autres organes vitaux, avant de finir sa course près de la colonne vertébrale. Les lésions étant trop importantes, les médecins ne peuvent stopper l'hémorragie interne et Brandon tombe dans le coma. Il meurt le 31 mars 1993, à l'âge de 28 ans.
L'enquête ultérieure révèle que, lors d'une précédente utilisation, le revolver avait été chargé à balles réelles et qu'un de ces projectiles était resté bloqué dans le canon. Les cartouches à blanc sont différentes des cartouches factices, car elles sont chargées avec de la poudre fortement explosive pour produire de la fumée associée à un flash lumineux au moment du coup de feu. Ainsi, la cartouche à blanc a fourni assez de puissance pour expulser la balle qui a tué Brandon.
Il est inhumé au cimetière de Lakeview à Seattle, Washington, aux côtés de son père. Brandon devait épouser Eliza Hutton, sa fiancée, après la fin du tournage de The Crow, le 17 avril 1993. Le film leur sera dédié à tous les deux.
La mort de Brandon engendre des coûts supplémentaires de 15 millions de dollars. Le budget du film dépassera les 23 millions en raison du procédé de numérisation nécessaire pour tourner les scènes qu'il n'avait pas pu terminer.

### Musique

#### Original Motion Picture Score
La musique du film est composée par Graeme Revell.
Liste des titres
| No  | Titre                  | Durée |
| --- | ---------------------- | ----- |
| 1.  | Birth of a Legend      | 6:16  |
| 2.  | Resurrection           | 2:10  |
| 3.  | The Crow Descends      | 2:30  |
| 4.  | Remembrance            | 2:54  |
| 5.  | Rain Forever           | 2:32  |
| 6.  | Her Eyes...So Innocent | 2:45  |
| 7.  | Tracking the Prey      | 3:35  |
| 8.  | Pain and Retribution   | 2:34  |
| 9.  | Believe in Angels      | 3:31  |
| 10. | Captive Child          | 2:32  |
| 11. | Devil's Night          | 2:30  |
| 12. | On Hallowed Ground     | 2:42  |
| 13. | Inferno                | 5:02  |
| 14. | Return to the Grave    | 3:45  |
| 15. | Last Rites             | 3:55  |

#### Original Motion Picture Soundtrack
Liste des titres
1. Burn - The Cure
2. Golgotha Tenement Blues - Machines of Loving Grace (en)
3. Big Empty - Stone Temple Pilots
4. Dead Souls - Nine Inch Nails (reprise de Joy Division)
5. Darkness - Rage Against the Machine
6. Color Me Once - Violent Femmes
7. Ghostrider - Rollins Band (reprise de Suicide)
8. Milktoast - Helmet
9. The Badge - Pantera (reprise de Poison Idea)
10. Slip Slide Melting - For Love Not Lisa (en)
11. After the Flesh - My Life with the Thrill Kill Kult
12. Snakedriver - The Jesus and Mary Chain
13. Time Baby III - Medicine (en)
14. It Can't Rain All the Time - Jane Siberry

## Distinctions
- Nomination au prix du meilleur film d'horreur, meilleur réalisateur, meilleurs costumes (Arianne Phillips) et meilleurs effets spéciaux (Andrew Mason), lors de l'Académie des films de science-fiction, fantastique et horreur en 1995.
- Prix de la meilleure musique, lors des BMI Film & TV Awards en 1995.
- Prix de la meilleure chanson (Stone Temple Pilots pour Big Empty) et nominations aux prix du meilleur film et meilleur acteur (Brandon Lee), lors des MTV Movie Awards en 1995.

## Commentaires

### Esthétique
L’esthétique du film est très fidèle à la bande dessinée.
La mise en images, éclatée à souhait, avait pour but de retrouver le découpage, et d’entraîner les personnages dans un univers extrême, sophistiqué, romantique, porteur d’une certaine modernité dont la musique rock est le reflet.
De plus, Brandon Lee ayant été tué par un tir à bout portant lors du tournage du plan de la mort du personnage qu’il incarne, il a fallu lui substituer, pour toute une partie du film, doublure, créations synthétiques et trucages en tous genres. L’image a ainsi été retravaillée à outrance (et fort brillamment parfois, au point de nous faire croire que certains plans avaient effectivement été tournés par Brandon Lee), ce qui ne fait que renforcer la fragmentation plastique du film, et sa dissolution.
La mise en scène repose sur cette idée d’une ville en noir et blanc, où il pleut tout le temps, et où les seules couleurs admises sont celles du sang et du feu. La photo très contrastée accentue encore la dureté de l’atmosphère, plombée enfin par une musique qui rassemble tout ce qu’il y a de plus représentatif en matière de rock torturé. La mise en scène, dynamique et stylisée, est particulièrement réussie dans les plongées sur la ville vues par "le corbeau" ; et, plus généralement, dans toutes les poursuites et combats impliquant des incrustations d’acteurs. L’effet d’ensemble est spectaculaire, et le film donne l’impression d’avoir coûté trois fois ce qu’il a coûté en réalité. Mais on n’oubliera pas que c’est la même exigence d’économie qui, d’un côté, a agi comme un formidable stimulant créatif, et, de l’autre a créé les conditions aboutissant à la mort de l’acteur principal.
« Il utilise des filtres et des effets optiques spéciaux pour enlever la couleur et que le film ait l’air très lugubre. Les flash-backs seront de couleurs vives, en technicolor, avec des rouges et jaunes vifs. »
« Dès le début, Alex et moi (Simon Murton, directeur artistique) avons parlé de supprimer les verts et les bleus, et de contrôler entièrement la palette. La pluie et la brume servent à filtrer les couleurs présentes. C’était vraiment un aspect très important. Nous avons censuré les couleurs froides, les bleus, les verts, et essayé de créer une palette monochromatique avec du rouge. Le rouge est la couleur de la revanche. »
Le film s’inscrit dans le mouvement gothique par son esthétique sombre et son romantisme. Il s'enregistre aussi dans le genre dark fantasy ou fantaisie noire.

### Héritage
Plusieurs suites et une série ont suivi le film, ainsi qu'un jeu vidéo et un roman.
- The Crow : La Cité des anges, film de Tim Pope sorti en 1996, avec Vincent Perez

Lorsque le jeune Danny entend des coups de feu, il se précipite dehors pour voir ce qu’il se passe, suivi de son père qui essaie de le retenir, Ashe. Assistant à un meurtre, Danny est tué par balle, et Ashe meurt noyé. Comme l’a fait auparavant Eric Draven, Ashe revient d’entre les morts sous la protection d’un corbeau. Aidé par la jeune Sarah, seule à connaître l'identité et l'histoire du corbeau, il part assouvir sa vengeance.
- The Crow: City of Angels, jeu vidéo sorti en 1997
- The Crow (The Crow: Stairway to Heaven), série télévisée de 22 épisodes créée par Bryce Zabel et diffusée entre 1998 et 1999, avec Mark Dacascos

Eric Draven revient d’entre les morts pour se venger et s’y attache en rendant fous les coupables de la mort de Shelly. Il emploie son temps à aider ceux qui en ont besoin et à trouver un moyen de rejoindre Shelly.
- Wings of the Crow, téléfilm de Jack Williams diffusé en 2000, avec Danielle Williams dans le rôle de Sarah
- The Crow 3: Salvation, film de Bharat Nalluri sorti 2000, avec Eric Mabius

Alex est accusé du meurtre de celle qu’il aime, Lauren. Il est exécuté le jour de ses 21 ans, clamant son innocence sous les yeux d’Erin, la petite sœur de Lauren. Ramené à la vie par un corbeau avant même d’être sorti de la morgue, il s’attache à découvrir la vérité sur le meurtre de Lauren avec le soutien d’Erin qui finit par douter de sa culpabilité.
- The Crow: Wicked Prayer, film de Lance Mungia sorti en 2005, avec Edward Furlong

Chef d'un gang satanique, Luc Crash assassine l'ancien délinquant Jimmy Cuervo et sa petite amie dans le cadre d'un rituel lui offrant des pouvoirs démoniaques. Ramené d'entre les morts par un corbeau, Jimmy prépare sa vengeance.
- The Crow, film de Rupert Sanders sorti en 2024, avec Bill Skarsgård.

### Anecdotes
- Le maquillage du héros est directement inspiré de celui du chanteur Alice Cooper.
- À l’origine, les producteurs voulaient transformer le film en comédie musicale avec Michael Jackson dans le premier rôle. C’est grâce à Brandon Lee et Alex Proyas que le film correspond au concept de la BD[9].
- Le poème qu'Eric Draven cite avec inexactitude quand il fait irruption dans le magasin de Gideon est Le Corbeau, d'Edgar Allan Poe.
- Dans le nom de famille d'Eric Draven, se trouve le mot anglais raven qui ironiquement signifie corbeau.
- Brandon Lee aurait souhaité tourner le film en noir et blanc, car il trouvait le noir et blanc magnifique[17].
- Le champion de la World Championship Wrestling Sting s'est inspiré du film pour créer son personnage du Corbeau sur le ring.